# متسختا-متیانتی
مْتْسْخِتا-مْتْیانِتی (به گرجی: მცხეთა-მთიანეთი) (تلفظ: Mtskheta-Mtianeti) یکی از استان‌های گرجستان است به مرکزیت متسختا.